# Teatro Fox Tucson
El Teatro Fox Tucson (en inglés: Fox Tucson Theatre) está situado en el centro de Tucson, Arizona, Estados Unidos. El teatro se inauguró el 11 de abril de 1930 como un espacio de actuación en el centro de Tucson. Alberga una amplia gama de eventos y conciertos que ofrecen una variedad de talento interpretativo, desde ballet, el jazz, el pop contemporáneo, música del mundo y grupos de rock.
El Fox, originalmente llamado The Tower ("La Torre"), fue construido en 1929 por Nicholas Diamos para su cadena de salas de cine en el sur de Arizona.